# Медолик бурий
Медо́лик бурий (Ramsayornis modestus) — вид горобцеподібних птахів родини медолюбових (Meliphagidae). Мешкає в Австралії і на Новій Гвінеї.

## Поширення і екологія
Бурі медолики мешкають на Новій Гвінеї, на островах Ару та на півострові Кейп-Йорк. Вони живуть у вологій савані, в мангрових і чагарникових заростях поблизу води, в тропічних лісах, парках і садах.